# Oeverzakspin
De oeverzakspin (Clubiona similis) is een spinnensoort in de taxonomische indeling van de struikzakspinnen (Clubionidae).
Het dier komt uit het geslacht Clubiona. Clubiona similis werd in 1867 beschreven door Ludwig Carl Christian Koch.